# Беной (Чад)
Беной (фр. Benoye) — город в юго-западной части Чада, расположенный на территории региона Западный Логон. Административный центр департамента Нгуркоссо.

## Географическое положение
Город находится в северо-восточной части региона, к западу от реки Западный Логон, на высоте 447 метров над уровнем моря.
Беной расположен на расстоянии приблизительно 50 километров к северо-востоку от Мунду, административного центра региона и на расстоянии 365 километров к юго-юго-востоку (SSE) от Нджамены, столицы страны.

## Население
По данным переписи 2010 года численность населения Бусо составляла 21 900 человек.
Динамика численности населения города по годам:
| 1993   | 2000   | 2010   |
| ------ | ------ | ------ |
| 11 573 | 16 100 | 21 900 |

## Транспорт
Ближайший аэропорт расположен в городе Лаи.